# Субмікенська кераміка

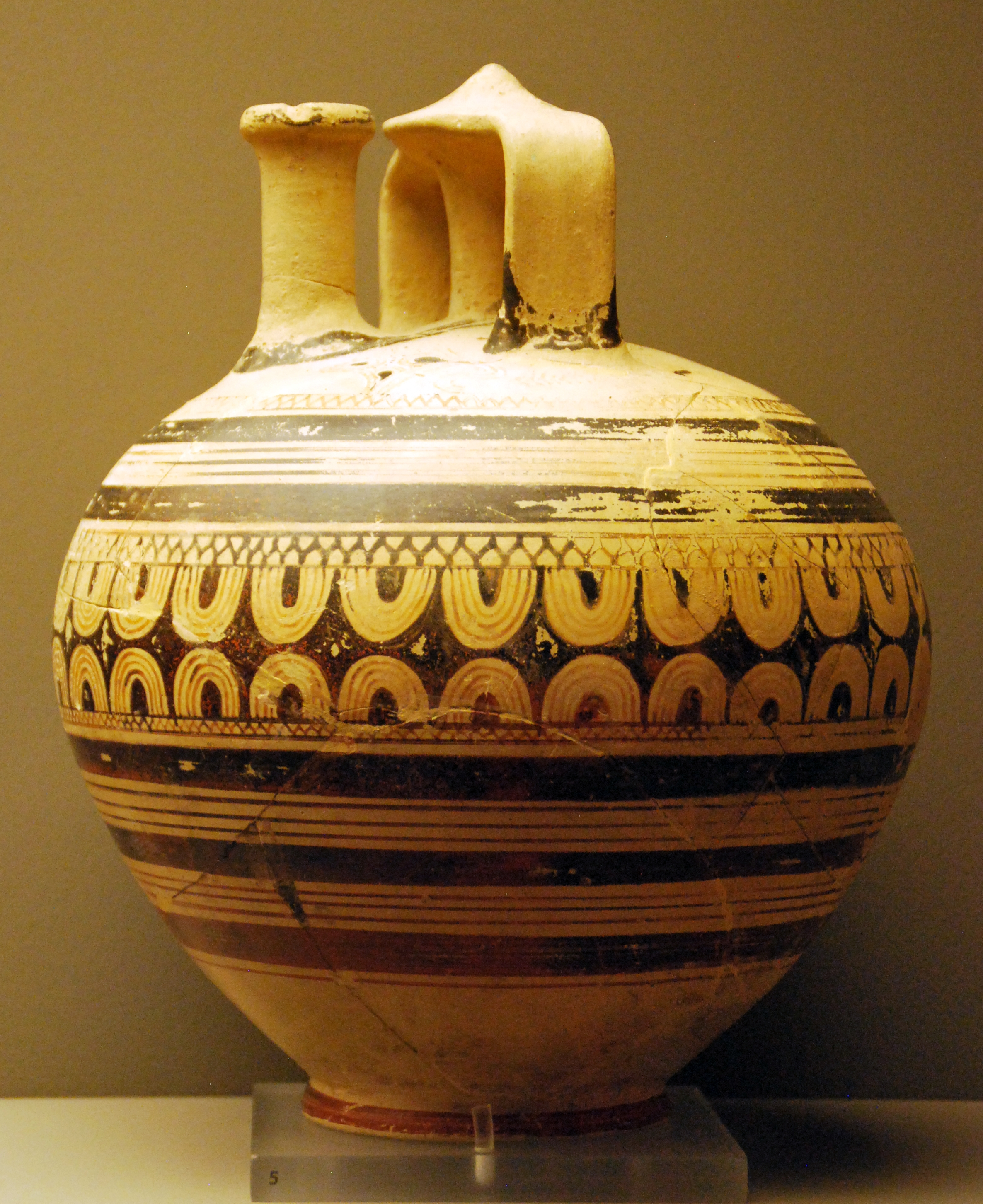
Пізньо- або субмікенський горщик зі Скіроса, XI ст. до н.е., Музей кікладського мистецтва, Афіни

Субмікенська кераміка — стиль давньогрецької кераміки, який розвинувся в XI столітті до н. е. після вторгнення дорійців та існував до виникнення протогеометричного стилю. Артефакти субмікенської кераміки датовані періодом 1030–1000 років до н. е.

## Історія відкриття
Субмікенська кераміка була вперше відкрита 1939 року археологами Вільгельмом Крайкером та Карлос Кюблером в результаті досліджень та зіставлення кераміки, знайденої в похованнях кладовища Керамікос в Афінах та на острові Саламіні. Існування субмікенської кераміки як окремого стилю довго викликало суперечки в колі науковців, допоки не були досліджені мікенські та власне субмікенські посудини, знайдені в одному місці в різних стратиграфічних шарах.
Окрім Афін та Саламіну, субмікенська кераміка була знайдена в Коринфі, Асіні, Калаподі, Лефкаді та Тиринфі.

## Характеристика
Форми субмікенської кераміки здебільшого представлені лекіфами та деякими іншими типами глечиків. Для субмікенської кераміки характерна втрата практично всіх досягнень вазопису попередньої мікенської кераміки. Кераміка стає примітивною: або зовсім не оформленою орнаментально, або пофарбованою тільки в один суцільний колір (зазвичай чорний), або прикрашена кількома простими лініями.